# Sismo de Petrinja em 2020
Em 29 de dezembro de 2020, às 8h20 UTC-3 (11h20 UTC), um forte sismo com magnitude de 6,4 na escala de Richter atingiu a Croácia, aproximadamente 3 quilômetros (1,8 milhas) da cidade de Petrinja. O terremoto foi sentido em todo o norte da Croácia, bem como em grandes partes da Eslovênia, Áustria, Bósnia e Herzegovina, Sérvia, Hungria e Itália. As informações preliminares indicam que diversos edifícios foram destruídos em Petrinja e na região. A intensidade máxima sentida foi estimada entre VIII e IX na escala de Mercalli, alternando entre ruinoso e destrutivo. Ao menos sete pessoas morreram e 26 ficaram feridas, incluindo seis feridos graves. O prefeito da cidade, Darinko Dumbović, afirmou que metade da cidade foi destruída.

## Antecedentes
O epicentro está localizado em uma área montanhosa logo ao sul da planície dos rios Kupa e Sava, com a montanha Zrinska Gora e os Alpes Dináricos ao sul. A área sísmica de Pokuplje segue o vale do rio Kupa entre as cidades de Karlovac e Sisak. Esta área foi afetada por vários sismos históricos, o mais conhecido ocorrendo em 1909 com o epicentro perto de Pokupsko, com tremores secundários que continuaram até 1910. Ele teve uma intensidade máxima sentida de VIII na escala de Mercalli.
O último sismo no território da Croácia que teve a intensidade de 6,2 ocorreu na região de Makarska em 1962.

## Sismo
O sismo ocorreu como resultado de uma falha de deslizamento superficial na Placa Eurasiana. As leituras do mecanismo focal para o sismo indicam que a ruptura ocorreu em uma falha quase vertical que atinge o sudeste e sudoeste da Croácia. A localização e a profundidade do evento indicam que este foi um sismo intraplaca, ocorrendo dentro da placa Eurásia. A magnitude foi estimada em 6,4 na escala de Richter pelo Centro Sismológico Euro-Mediterrânico. O epicentro do terremoto foi perto da aldeia de Strašnik.
Três abalos preliminares atingiram a mesma região no dia anterior, com magnitudes estimadas de 5.0, 4.7 e 4.1 na escala de Richter.

## Danos
A cidade de Petrinja foi a mais afetada, com muitos prédios que entraram em colapso. Grandes quedas de energia aconteceram em Petrinja, bem como em Glina, Topusko, Dvor, Gvozd, Hrvatska Kostajnica, Sunja, Velika Gorica, Sisak e Zagreb. A cidade de Sisak, localizada a cerca de 20 quilômetros (12 milhas) a nordeste do epicentro, sofreu grandes danos em seu hospital e na prefeitura.
A cidade de Zagreb, que fica a cerca de 60 quilômetros (37 milhas) ao norte do epicentro, foi afetada por alguns danos a prédios, quedas de energia e muitos moradores tomando as ruas em pânico.

## Reações internacionais

### Países
- Sérvia - O presidente da Sérvia, Aleksandar Vučić, anunciou que o país está pronto para ajudar a Croácia tanto financeira quanto tecnicamente.[16]
- Bósnia e Herzegovina - O Ministério da Segurança da Bósnia e Herzegovina ofereceu ao Ministério do Interior da Croácia assistência após o terremoto. Após consultas e coordenação com instituições na Bósnia e Herzegovina e Croácia, disponibilizou equipes de resgate, que serão enviadas à área afetada com seu equipamento de acompanhamento.[17]
- Hungria - O primeiro-ministro Viktor Orbán ofereceu ajuda na mitigação de desastres e reconstrução em uma carta ao seu homólogo croata.[18]
- Roménia - O Departamentul pentru Situaţii de Urgenţă mostrou disponibilidade para intervir e prestar apoio às autoridades croatas. As equipes de busca e salvamento do DSU estão prontas para intervir na Croácia, com base no pedido de assistência feito pelo governo croata. Raed Arafat, chefe do Departamento para Situações de Emergência, ordenou que as equipes estivessem preparadas para intervir.[19]
- Macedônia do Norte - O primeiro-ministro da Macedônia do Norte, Zoran Zaev, anunciou que seu gabinete decidiu enviar 6 milhões de denars macedônios para a Croácia.[20]
- Eslovênia - O primeiro-ministro da Eslovênia, Janez Janša, ofereceu-se para enviar tendas, camas e aquecedores para ajudar a cuidar das pessoas que perderam suas casas durante o sismo. Ele também se ofereceu para enviar especialistas para avaliação de danos.[20]
- Montenegro - O presidente de Montenegro, Milo Đukanović, disse que o país está pronto para ajudar a Croácia. Dritan Abazović, vice-primeiro-ministro, também acrescentou que a Croácia pode esperar que o Montenegro forneça toda a ajuda de que precisar.[20]
- Turquia - O presidente Recep Tayyip Erdoğan telefonou para o homólogo croata e estendeu suas condolências pelo sismo. Erdoğan também afirmou que a Turquia está pronta para fornecer equipes de busca e salvamento e toda a ajuda que for necessária.[21]

### Organizações
- União Europeia - Presidente da Comissão Europeia, Ursula von der Leyen, disse que a União Europeia está pronta para apoiar o país e que pediu ao diplomata Janez Lenarčič que viajasse para a Croácia.[16]

## Consequências
O terremoto provocou o fechamento preventivo da Usina Nuclear de Krško, na Eslovênia, a cerca de 100 quilômetros de distância. A Usina Nuclear Paks na Hungria, a cerca de 300 quilômetros de distância, também sentiu o terremoto, mas não interrompeu a produção.